# ويلتون فيلدر
ويلتون فيلدر (بالإنجليزية: Wilton Felder)‏ هو عازف جاز أمريكي، ولد في 31 أغسطس 1940 في هيوستن في الولايات المتحدة، وتوفي في 27 سبتمبر 2015 في ويتير في الولايات المتحدة بسبب سرطان.

## وصلات خارجية
- ويلتون فيلدر على موقع IMDb (الإنجليزية)
- ويلتون فيلدر على موقع ميوزك برينز (الإنجليزية)
- ويلتون فيلدر على موقع أول ميوزيك (الإنجليزية)
- ويلتون فيلدر على موقع ديسكوغز (الإنجليزية)
- ويلتون فيلدر على موقع قاعدة بيانات الفيلم (الإنجليزية)